# Bruce Beutler
Pour les articles homonymes, voir Beutler.
Bruce Alan Beutler (né le 29 décembre 1957 à Chicago) est un généticien américain, spécialiste en immunologie et système immunitaire adaptatif. Il a obtenu le prix Nobel de physiologie ou médecine en 2011 avec Ralph Steinman et Jules Hoffmann.